# Maskotka

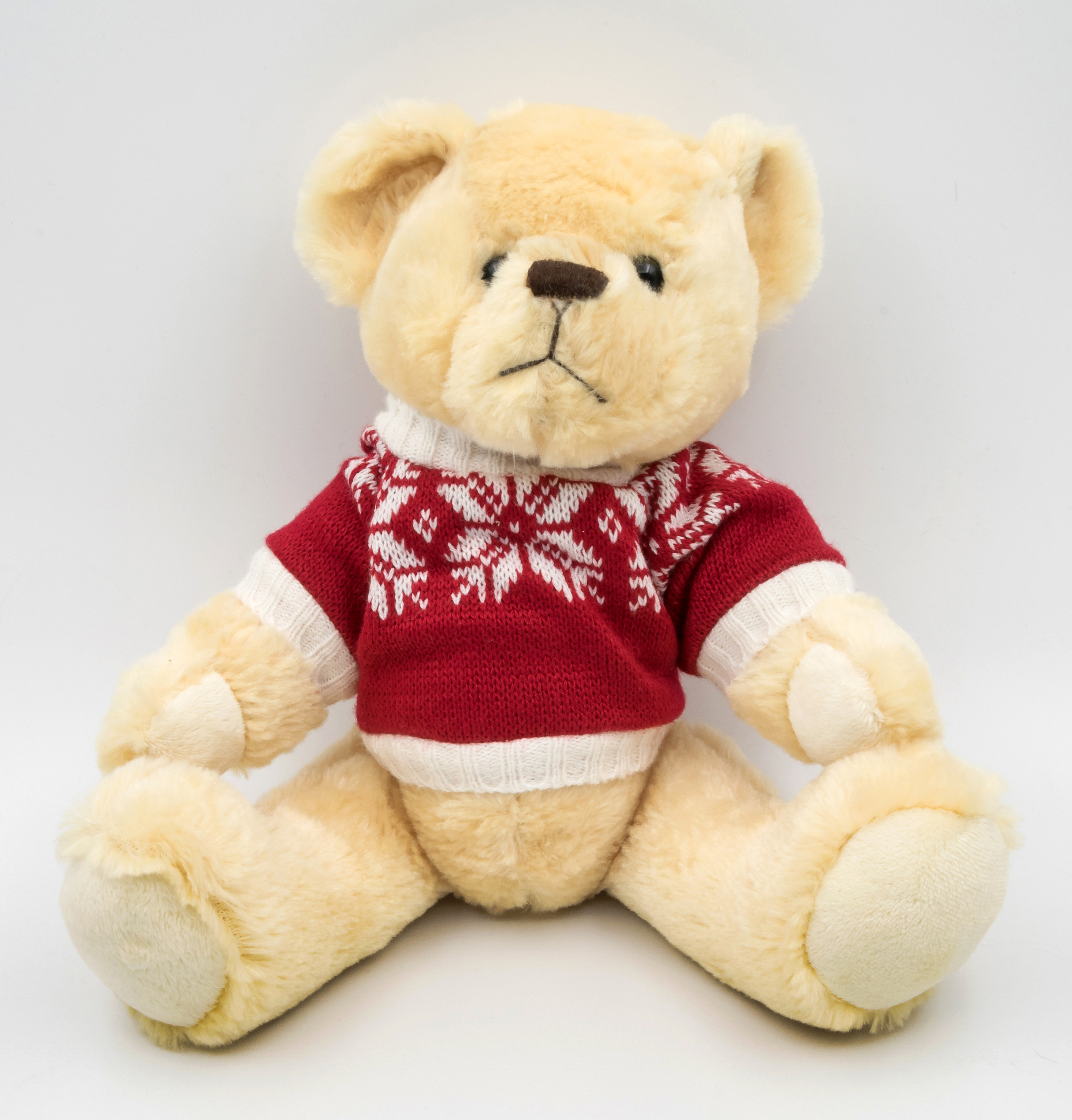
Miś pluszowy

Maskotka (inaczej pluszak, przytulanka) – zabawka z tkaniny wypełniona miękkim materiałem, najczęściej przeznaczona dla dzieci. Maskotki mogą być wykonane przez producentów bądź własnoręcznie. Materiały z jakich są robione to najczęściej plusz, bawełna, len, dzianina, welur, polar. 
Maskotka jest popularnym elementem dzieciństwa, a wiele małych dzieci traktuje ją jak najlepszego przyjaciela. Najpopularniejsze maskotki to: pluszowe misie lub inne zwierzątka, postaci z bajek i filmów, pacynki. Spotkać można też maskotki interaktywne.
Maskotki mają przynosić szczęście. Często są znakiem rozpoznawczym drużyny lub imprezy.
- |  | Zobacz multimedia związane z tematem: Maskotka |